# Balkan-Cup 1934/35
Der 5. Balkan-Cup war ein Wettbewerb für Fußballnationalmannschaften von Staaten aus der Balkanregion. Die Spiele fanden dieses Mal nicht wie zuvor im Sommer, sondern im Dezember 1934 und Januar 1935 in Griechenlands Hauptstadt Athen statt. Neben dem Gastgeber nahmen wie bei den Vorjahresauflagen auch wieder Bulgarien, Jugoslawien und Rumänien am Turnier teil. Jede Mannschaft spielte im Gruppenmodus einmal gegen jede andere. Die Entscheidung um den Titel war im Vergleich zu den Vorjahren recht eng, auch weil erstmals in der Turniergeschichte ein Spiel unentschieden endete. Schließlich lag zum ersten Mal in der Geschichte des Wettbewerbs Jugoslawien an der Spitze. Titelverteidiger Rumänien wurde Dritter. Gastgeber Griechenland konnte sein erstes Spiel beim Balkan-Cup seit der ersten Auflage gewinnen. Toptorschütze waren die Jugoslawen Aleksandar Tirnanić und Aleksandar Tomašević (je drei Treffer).

## Ergebnisse
Tabelle nach Zwei-Punkte-Regel.
| Pl. | Land         | Sp. | S | U | N | Tore    | Diff. | Punkte |
| --- | ------------ | --- | - | - | - | ------- | ----- | ------ |
| 1.  | Jugoslawien  | 3   | 2 | 0 | 1 | 009:500 | +4    | 04     |
| 2.  | Griechenland | 2   | 1 | 1 | 0 | 005:500 | ±0    | 03     |
| 3.  | Rumänien     | 2   | 1 | 1 | 0 | 005:800 | −3    | 03     |
| 4.  | Bulgarien    | 3   | 1 | 0 | 2 | 007:800 | −1    | 02     |

|                            |   |             |     |
| 23. Dezember 1934 in Athen |   |             |     |
| Griechenland               | – | Jugoslawien | 2:1 |
| 25. Dezember 1934 in Athen |   |             |     |
| Jugoslawien                | – | Bulgarien   | 4:3 |
| 26. Dezember 1934 in Athen |   |             |     |
| Griechenland               | – | Rumänien    | 2:2 |
| 30. Dezember 1934 in Athen |   |             |     |
| Rumänien                   | – | Bulgarien   | 3:2 |
| 1. Januar 1935 in Athen    |   |             |     |
| Jugoslawien                | – | Rumänien    | 4:0 |
| Griechenland               | – | Bulgarien   | 1:2 |